# Ian Tuxworth

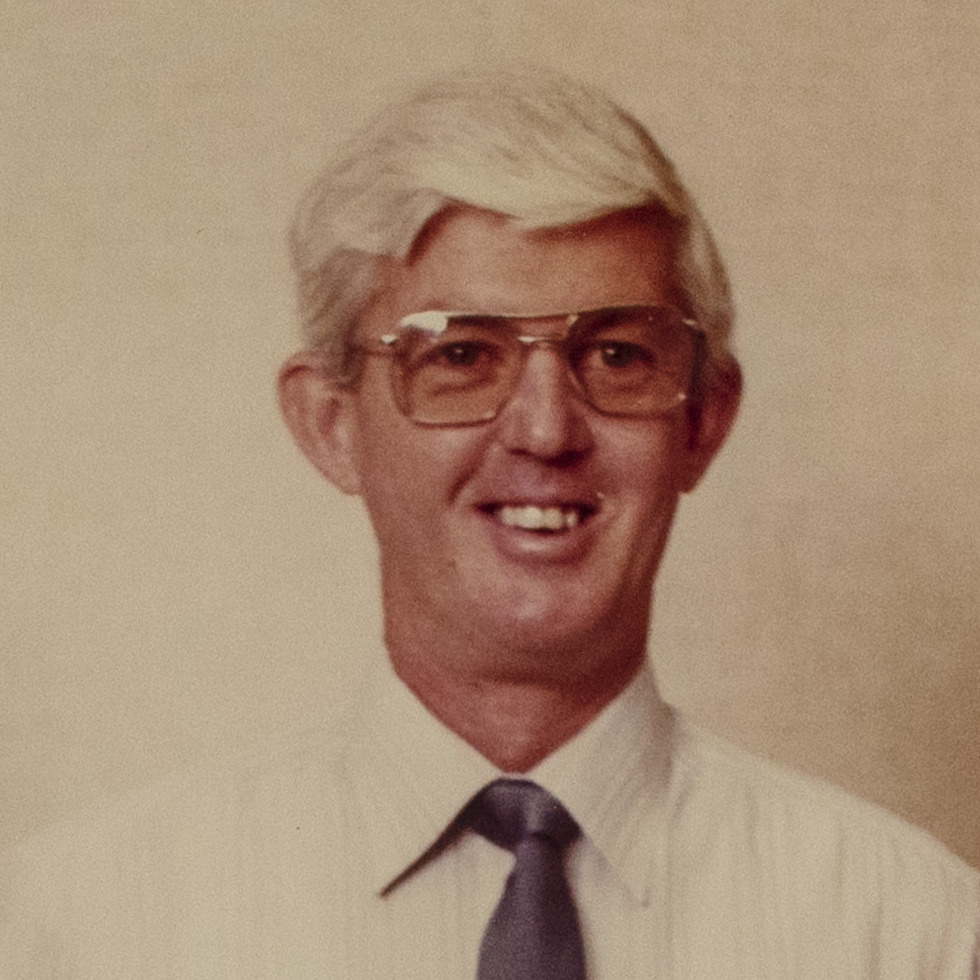
Ian Tuxworth (1978)

Ian Lindsay Tuxworth (* 18. Juni 1942 in Wollongong, New South Wales; † 21. Januar 2020 in Perth, Western Australia) war ein australischer Politiker der Country Liberal Party (CLP) sowie später der Northern Territory Nationals, der unter anderem zwischen 1984 und 1986 Chief Minister des Northern Territory war.

## Leben

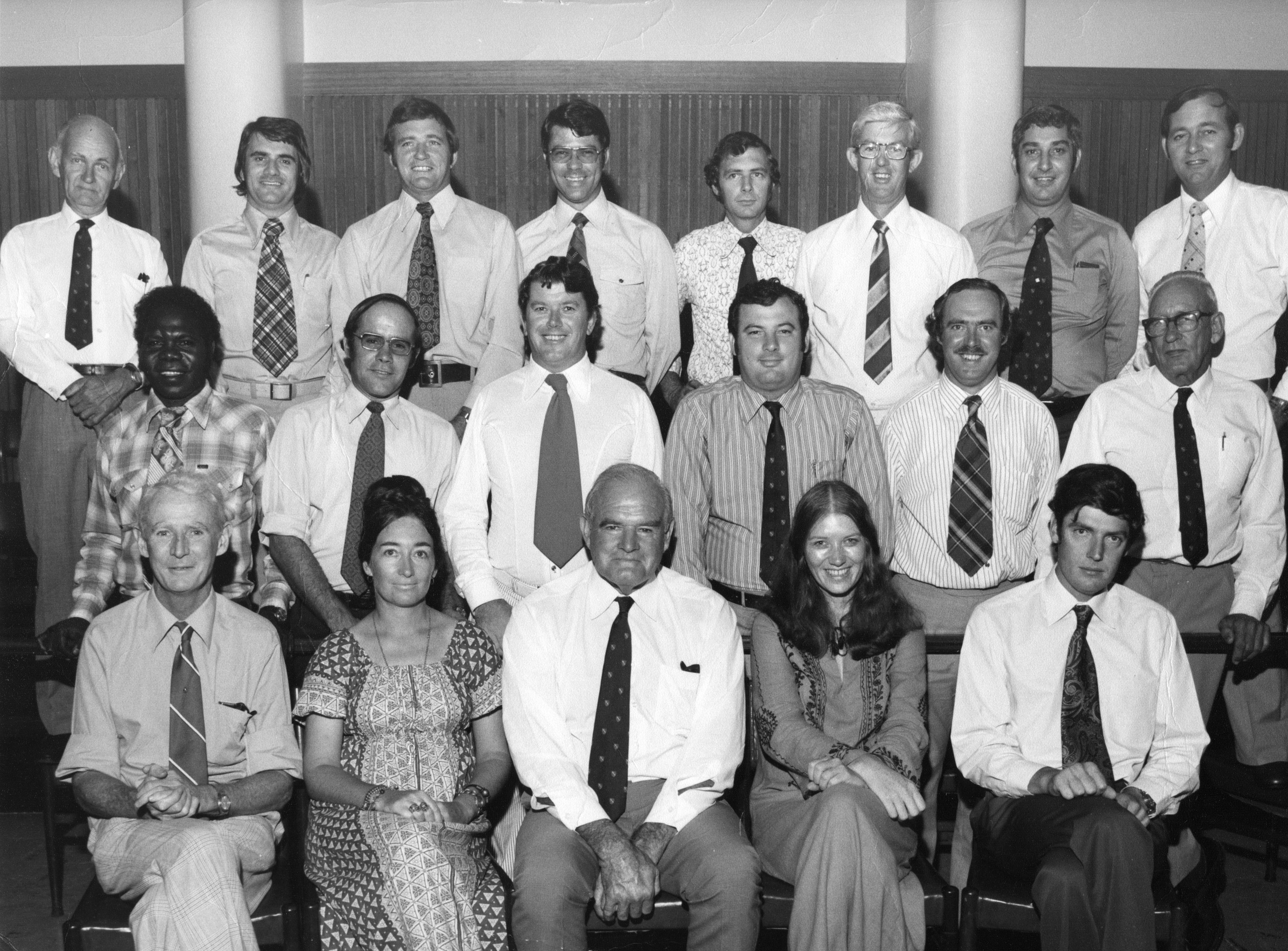
Tuxworth (obere Reihe, 3.v.r.) und die anderen Mitglieder der ersten Northern Territory Legislative Assembly.

Ian Lindsay Tuxworth, Sohn des Unternehmers Lindsay Tuxworth und der Historikerin Hilda Elsie Tuxworth, zog 1951 mit seiner Familie nach Tennant Creek im Northern Territory und besuchte die dortige Primary School sowie später das Rostrevor College in Adelaide. Anschließend gründete mit seinem Vater und seinem Bruder Robert Tuxworth eine Softdrink-Fabrik in Tennant Creek namens „Crystal Waters“, die später an Coca-Cola Amatil verkauft wurde.
Als Kandidat der Country Liberal Party (CLP) wurde Tuxworth am 19. Oktober 1974 zum Mitglied (MLA) der ersten Northern Territory Legislative Assembly gewählt und vertrat in dieser bis zum 27. Oktober 1990 den Wahlkreis „Barkly“. In der Regierung von Mehrheitsführer (Majority Leader) Goff Letts, der von 1974 bis zum 1. Juli 1977 de Facto erster Regierungschef des Northern Territory, war fungierte er zwischen November 1974 und Dezember 1976 zunächst als Exekutivmitglied für Ressourcenentwicklung (Executive Member for Resource Development) sowie von Dezember 1976 bis September 1977 als Exekutivmitglied für Gemeinschaftsdienste (Cabinet Member for Community Services). 
In der darauf folgenden Regierung von Mehrheitsführer Paul Everingham, der formell am 1. Juli 1978 erster Chief Minister wurde, war er zwischen September 1977 und Juli 1978 Exekutivmitglied für Ressourcen und Gesundheit (Executive Member for Resources and Health ) sowie vom 1. Juli 1978 bis zum 1. Dezember 1982 Gesundheitsminister (Minister for Health) und Minister für Bergbau und Energie (Minister for Mines and Energy). Anschließend bekleidete er in der Regierung Everingham zwischen dem 1. Dezember 1982 und dem 13. Dezember 1983 die Posten als Minister für Primärproduktion und Naturschutz (Minister for Primary Production and Conservation) und als Minister für Gemeindeentwicklung (Minister for Community Development) sowie vom 13. Dezember 1983 bis zum 16. Oktober 1984 wieder als Minister für Bergbau und Energie und weiterhin als Minister für Primärproduktion.
Nach dem Rücktritt von Paul Everingham wurde Ian Tuxworth am 17. Oktober 1984 Vorsitzender der CLP und übernahm zugleich den Posten als Chief Minister des Northern Territory. Er bekleidete diese Ämter bis zum 15. Mai 1986 und wurde daraufhin von Stephen Hatton abgelöst. In seiner Regierung bekleidete er neben dem Amt des Chief Ministers  zwischen dem 17. Oktober 1984 und dem 20. Dezember 1984 zunächst zugleich weiterhin die Posten als Minister für Bergbau und Energie und als Minister für Primärproduktion sowie zusätzlich als Minister für industrielle Entwicklung und Tourismus (Minister for Industrial Development and Tourism). Danach war er vom 21. Dezember 1984 bis zum 29. April 1986 außerdem noch Schatzminister (Treasurer).
Nach seinem Austritt aus der CLP 1986 gründete Huxworth 1986 die Northern Territory Nationals. Nach seinem Ausscheiden aus der Legislativversammlung wurde Maggie Hickey von der Territory Labor Party am 27. Oktober 1990 zur neuen Abgeordneten für den Wahlkreis „Barkly“ gewählt. Für seine Verdienste wurde ihm am 1. Januar 2001 anlässlich des 100-jährigen Bestehens des Australischen Bundes die Centenary Medal verliehen.